# Jean-Pierre Ducasse
Pour les articles homonymes, voir Ducasse.
Jean-Pierre Ducasse, né le 16 juillet 1944 à Paris 15e et mort le 19 février 1969 à Villeneuve-Loubet, est un ancien coureur cycliste professionnel français.

## Biographie
Passé professionnel en 1967, Jean-Pierre Ducasse est champion de France de cyclo-cross en 1967 et 1968. En 1967, il réalise sa plus grande performance en terminant deuxième du Tour d'Espagne, après avoir été leader du classement général. Il perd le maillot jaune à l'issue de l'avant-dernière étape, un contre-la-montre de 28 km, au profit de son leader Jan Janssen qui remporte la course. Il est sélectionné pour le Tour de France 1968 dans l'équipe de France B (équipes nationales), sous la direction de Maurice De Muer et de Maurice Louviot. Trop distancé avant d'aborder la montagne, il se met au service de son leader Lucien Aimar. Au cours de l'étape Pau-Saint Gaudens, alors qu'il se trouve dans le groupe de tête, il est victime d'une crevaison et ne reverra plus l'avant de la course. Il termine à la 31e place son unique Tour.   
A la fin de l'année 1968, le groupe sportif Pelforth-Sauvage-Lejeune, pour lequel il a couru deux ans met un terme à son activité. Les cycles Lejeune s'associent avec un autre sponsor, la marque de téléviseurs Sonolor. La nouveau groupe sportif démarre son activité au 1er janvier 1969 et garde quelques coureurs de Pelforth dont Jean-Pierre Ducasse. La direction sportive est assurée par l'ancien champion du monde et de France Jean Stablinski. Sous sa nouvelle marque et avec le maillot de champion de France, il dispute quelques cyclo-cross dont de celui de Conflans-Sainte-Honorine en janvier 1969, course était organisée par la Pédale Conflanaise.  
Alors qu'il se trouve en stage avec son équipe Sonolor-Lejeune sur la Côte d'Azur, Jean-Pierre Ducasse meurt le 19 février 1969, en compagnie de son coéquipier Michel Bon, intoxiqué dans son sommeil par les émanations de gaz d'un appareil de chauffage défectueux, dans sa chambre d'hôtel.

## Palmarès sur route

### Amateur
| - 1963 - Critérium des Vainqueurs à Neauphle-le-Château - Prix de Montigny-Lencoup - 1965 - 2e de Paris-Chartres - 3e du championnat d'Île-de-France - 3e de Paris-Égreville | - 1966 - Trophée Peugeot à Valentigney - 1re étape de Paris-Saint-Pourçain - 2e de Paris-Bruxelles amateurs - 3e du Prix de Nogent-sur-Oise |  |

### Professionnel
- 1967
  - 2e du Tour d'Espagne

## Résultats sur les grands tours

### Tour de France
1 participation
- 1968 : 31e, passage en tête au sommet du Tourmalet

### Tour d'Espagne
2 participations
- 1967 : 2e,  maillot jaune pendant dix jours
- 1968 : 12e

## Palmarès en cyclo-cross
- 1965-1966
  - Champion d'Île-de-France de cyclo-cross
- 1966-1967
  -  Champion de France de cyclo-cross
- 1967-1968
  -  Champion de France de cyclo-cross
  - Champion d'Île-de-France de cyclo-cross
  - 8e du championnat du monde de cyclo-cross
- 1968-1969
  - 2e du cyclo-cross à l'américaine de Conflans-Sainte-Honorine (avec Walter Ricci)
  - 4e du championnat de France de cyclo-cross